# 反歧視法
反歧視法旨在防止歧視特定人群的立法，這些組通常被稱為受保護組或受保護類。反歧視法在管轄範圍內因受禁止的歧視類型以及受該法律保護的群體而異。通常，這些類型的立法旨在防止就業、住房、教育和其他社會生活領域的歧視，例如公共房屋。
反歧視法可能包括基於性別、年齡、種族、國籍、籍贯、殘疾、心理的群體保護疾病或心靈能力、性取向、性別、性別認同、性別特徵、宗教信仰、信條或個人政治意見等。
反歧視法根植於平等原則，具體而言，由於上述特徵，不應對待個人。反歧視法旨在防止個人歧視（由個人實施）和結構性歧視（由不利於某些群體的政策或程序引起）。法院在確定某項行動或政策是否構成歧視時，可考慮歧視性意圖和不同影響。

## 国际法
世界人權宣言（UDHR）將平等和免於歧視作為基本人權概述。雖然“世界人權宣言”沒有約束力，但各國承諾通過批准國際人權條約來維護這些權利。與反歧視法有關的具體條約包括《公民權利和政治權利國際公約》、《經濟、社會、文化權利國際公約》、《消除對婦女一切形式歧視公約》和《消除一切形式種族歧視國際公約》。

## 国内法

### 澳大利亚
「種族歧視法」1975年是澳大利亞通過的第一項主要反歧視立法，旨在禁止基於種族，民族或國籍的歧視。澳大利亞境內的司法管轄區不久後通過包括1977年“平等機會法”和反歧視法等行為禁止基於性別的歧視。澳大利亞議會通過1984年「性別歧視法」（SDA）擴大了這些保護措施，以涵蓋所有澳大利亞人，並提供基於性別，關係狀況和懷孕的保護措施。此外，SDA已經擴展到包括性別認同和雙性人身份作為受保護群體。1992年「殘疾歧視法」也禁止基於殘疾狀況的歧視。

### 歐洲聯盟（欧盟）
歐盟通過了幾項主要的反歧視指令，「種族平等指令」和「就業平等指令」，以及「平等待遇指令」。這些指令為歐盟所有成員國製定標準；但是，每個成員國都有責任制定具體的立法來實現這些目標。

### 英國
20世紀60年代首次引入了禁止住房，公共設施和就業歧視的法律，涵蓋了1965年「種族關係法」和1968年「種族關係法」下的種族和民族。
在20世紀70年代，反歧視法得到了顯著擴展。1970年「同工同酬法」允許婦女對其雇主採取行動，如果她們能夠證明與同等工作的男性同事或同等價值的工作相比，她們的報酬較低。1975年「性別歧視法」禁止基於性別的直接和間接歧視，1976年「種族關係法」擴大了反種族歧視法在種族和族裔基礎上的範圍。
在1990年代，主要通過1995年「殘疾歧視法」增加了對基於殘疾的歧視的保護。
在2000年代，就業反歧視法的範圍擴大到包括性取向「2003年就業平等（性取向）條例」、年齡「2006年就業平等（年齡）條例」和宗教信仰「2003年就業平等（宗教或信仰）條例」。
2010年，現有的反歧視法合併為單一的議會法案「平等法」。“平等法”載有禁止基於性別，種族，民族，宗教和信仰，年齡，殘疾，性取向和性別重新分配的直接，間接，感知和聯想歧視的規定。就業法還保護員工免於因兼職工作，代理工作人員或定期合同而受到更糟糕的待遇。

### 美國
1964年民權法案是美國反歧視法的第一個重大發展，儘管先前的民權立法（如「1957年民權法案」）解決了某些形式的歧視， 1964年的“民權法案”範圍更廣，在投票，教育，就業和公共場所方面為種族，膚色，宗教，性別或國籍提供保護。這一具有里程碑意義的立法為其他聯邦立法開闢了道路，該立法擴大了聯邦立法禁止的受保護階級和歧視形式，例如「公平住房法」或「殘疾人法案」。通過法院對這些立法的解釋，這些保護也得到了擴展。例如，第7和第2巡迴法院都裁定基於性取向的就業歧視違反「民權法案第7條」。除聯邦立法外，還有許多州和地方法律可以解決這些法律未涵蓋的歧視問題。

### 臺灣
中華民國行政院人權及轉型正義處為研議制定綜合性反歧視法，於2024年05月起在全臺辦理分區公聽會。預告草案除定義歧視等禁止行為，草案也要求不得基於種族、身心障礙、性別等進行歧視、騷擾等行為。
- 草案計7章46條，第1章主要定義性規範歧視等禁止行為、受保護特徵等相關用詞；第2章規範在大眾交易、就業、教育領域，不得基於種族、身心障礙、性別、年齡、宗教信仰為歧視及騷擾、報復行為，並規範雇主及學校的歧視防治及糾正補救義務；
- 第3章規範不構成歧視的例外情形。
- 第4章是救濟部分，明定侵害除去及防止請求權、損害賠償請求權、團體訴訟等相關規定，例如，參酌美國法制的懲罰性賠償制度，法院得因被害人請求，依侵害情節，酌定損害額3倍以下的懲罰性賠償金；
- 第5章規範各級政府及相關部會在消弭歧視及促進實質平等相關義務。
- 另外，參考國外定有綜合性「反歧視法」的執行機制，國家人權機構有其重要功能及角色，草案第6章明定「國家人權委員會關於歧視事件之處理」相關權責。

## 因素

### 美國

#### 1990年美國殘疾人法案
自ADA實施以來，所有殘疾男性和40歲以下殘疾女性的就業率均有所下降。這種影響對於精神殘疾者和受教育程度較低的人尤其明顯。
但是，有證據表明，就業率下降的部分原因是參與教育機會的增加。這些減少可歸因於雇主維持遵守ADA規定的成本增加；公司僱用較少的殘疾工人，而不是增加成本。雖然普遍的觀點是ADA為殘疾人創造了法律追索的機會，但只有不到10％的ADA相關案件有利於原告。

## 例外
在反歧視立法生效的情況下，法律中有時會例外，特別是影響軍事和宗教組織。

### 军事
在許多有反歧視立法的國家，婦女被排除在軍隊中擔任某些職務，例如擔任前線作戰能力或在潛艇上擔任。給出的理由各不相同；例如，英國皇家海軍引用的原因是，不允許婦女在潛艇上作為醫療服務，並且與未出生胎兒的安全有關，而不是與戰鬥力有關。

### 宗教团体
一些宗教組織免於立法。例如，在英國英格蘭教會，與其他宗教機構一樣，歷史上不允許婦女擔任高級職位（主教，儘管性「就業歧視」一般是非法的；2012年，教會主教投票確認了禁令。
法律通常允許在普通教育學校中選擇教師和學生，但具有宗教信仰，即使在「宗教歧視」被禁止的情況下，也限制在同一宗教團體中。

## 外部連結
- Handbook on European non-discrimination law（页面存档备份，存于）